# Le Turquetto
Le Turquetto est un roman historique du romancier francophone suisse d'origine turque séfarade Metin Arditi, paru en 2011.
Le récit s'attache à un peintre fictif de la renaissance vénitienne. Juif ottoman, il cache ses origines pour faire carrière dans la république italienne et catholique. Roman historique dans lequel « islam, christianisme et judaïsme se livrent au cœur du héros un combat sournois mais sans violence », Le Turquetto est aussi une « réflexion » sur les « rapports de l'art avec le pouvoir ».
L'auteur imagine que le tableau L'Homme au gant aurait été faussement attribué au peintre Titien, mais qu'il serait en réalité le produit d'un juif turc exilé à Venise surnommé le Turquetto, considéré à la Renaissance comme le plus grand prodige de la peinture vénitienne. Le tableau aurait été sauvé d'un autodafé qui frappe l’œuvre du Turquetto en même temps que son exécution proclamée à cause de la découverte de ses origines juives. La signature, initialement un simple "T", aurait été contrefaite pour y ajouter "itien", faisant ainsi croire à un tableau de Titien et permettant ainsi de sauver le chef-d’œuvre. 
Le point de départ de l'histoire est une note au lecteur et un rapport fictif d'analyse du Musée du Louvre remettant en cause l'authenticité de la signature de Titien.

## Prix
- 2011 : 
  - Grand prix Jean-Giono
  - Prix des libraires de Nancy – Le Point